# Mason Melia
Mason Melia, né le 22 septembre 2007 dans le Comté de Wicklow en Irlande, est un footballeur professionnel irlandais qui joue au poste d'attaquant au St. Patrick's Athletic, dans le championnat irlandais.

## Biographie

### Carrière en club
Mason Melia commence le football dans des clubs locaux du comté de Wicklow et de Newtownmountkennedy, dont il est originaire : les Newtown Juniors, St Joseph's Boys puis les Bray Wanderers. À l'été 2022, il rejoint le St. Patrick's Athletic, club de première division irlandaise.
Auteur de bonnes performances en sections jeunes, il est appelé en équipe première par Tim Clancy en janvier 2023 à seulement 15 ans. Il fait ses débuts en Leinster Senior Cup, entrant en jeu et marquant le seul but de son équipe pour une défaite 3 à 1. Il devient alors le plus jeune buteur de l'histoire du club. En mai 2023, il est de nouveau appelé avec les pros, et fait ses débuts en championnat face à Drogheda United en remplaçant Conor Carty lors d'une victoire 3 à 0. Auteur d'un excellent match selon son propre entraîneur, il devient le troisième plus jeune joueur de l'histoire du championnat seulement derrière Sam Curtis et Evan Ferguson. Le 30 juin 2023, Melia rentre en jeu et marque son premier but en championnat lors d'un victoire exceptionnelle 7 buts à 0 contre l'UCD à Richmond Park. À 15 ans et 281 jours, il est le plus jeune buteur de l'histoire du championnat. En août 2023, il est effectue des essais avec le club de Premier League de Manchester City. Le 9 novembre 2023, le St. Patricks Athletic annonce que Melia a signé son premier contrat professionnel, neuf mois après ses débuts. Le contrat, d'une durée 3 ans, le lie au club jusqu'en fin de saison 2026. 3 jours plus tard, le 12 novembre 2023, il rentre en jeu à la 57e minute à l'Aviva Stadium à l'occasion de la finale de FAI Cup 2023. Il devient le plus jeune jouer à disputer une finale de Coupe d'Irlande, et remporte le trophée grâce à une victoire 3 buts à 1 de son équipe face aux Bohemians.
Mason Melia continue d'impressionner à l'aube de la saison 2024, en marquant son premier but de la saison le 22 janvier face à l'Usher Celtic en Leinster Senior Cup. Le 1er avril 2024, 9 minutes après son entrée en jeu, il marque son premier but de la saison en championnat face aux Sligo Rovers. Le 25 juillet 2024, il fait sa première apparition en compétitions européennes, nommé titulaire par son nouvel entraîneur Stephen Kenny face au FC Vaduz (victoire 3-1). Après 7 buts en 35 appartions, il est élu jeune joueur de la saison 2024 par les supporters de St. Pat's. Le 23 novembre 2024, il est également nommé jeune joueur de la saison par l'ensemble des professionnels de la fédération, devenant ainsi, à 17 ans, le plus jeune récipiendaire de cette récompense.

### Carrière internationale
Melia a représenté la république d'Irlande à différents niveaux de jeunes, à partir des moins de 15 ans.
En mars 2023, il inscrit un triplé face à l'Ukraine lors des qualifications à l'Euro des moins de 17 ans 2023, ce qui permettra à l'Irlande de disputer cette compétition. Il y marquera 2 buts, contre la Hongrie.
En novembre 2023, il est appelé pour la première fois avec les moins de 19 ans pour disputer des matchs de qualification à l'Euro des moins de 19 ans 2024. Il marque son premier but avec les U19 le 10 septembre 2024, lors d'un amical contre la Slovénie.
En octobre 2024, il reçoit sa première convocation en équipe d'Irlande espoirs, pour des matchs de qualification à l'Euro espoirs 2025. Il ne prend toutefois pas part à ces deux matchs contre la Norvège et l'Italie, en raison d'inquiétudes de la part du staff médical vis-à-vis d'anciennes blessures.

## Palmarès

### En club
| St. Patrick's Athletic (2) |
| --- |
| - Coupe d'Irlande (1) : - Vainqueur en 2023 - Leinster Senior Cup (1) : - Vainqueur en 2024 - Coupe du Président : - Finaliste en 2024 |